# Салиштеа (Малаја)
Салиштеа (рум. Săliștea) насеље је у Румунији у округу Валча у општини Малаја. Oпштина се налази на надморској висини од 379 m.

## Становништво
Према подацима из 2002. године у насељу је живело 302 становника, од којих су сви румунске националности.